# 安诺内堡
安诺内堡（義大利語：Castello di Annone）是意大利阿斯蒂省的一个市镇。总面积23.16平方公里，人口1963人，人口密度84.8人/平方公里（2009年）。ISTAT代码为005028。